# Björkfors kyrka
Björkfors kyrka, tidigare Nordanskärs kyrka, är en kyrkobyggnad som tillhör Kalix församling i Luleå stift. Kyrkan ligger i Björkfors i Kalix kommun.

## Kyrkobyggnaden
Kyrkan uppfördes 1886-87 som kapell på havskuranstalten Nordanskär i Kalix skärgård. Efter att ha stått öde under längre tid revs kapellet och flyttades 1944 till Björkfors. Kapellet återuppfördes som Björkfors kyrka och invigdes 14 oktober 1945 av biskop Bengt Jonzon.
Kyrkan är byggd av liggtimmer och består av ett rektangulärt långhus. Vid östra kortsidan finns ett femsidigt kor och vid västra kortsidan ett kyrktorn. Vid norra sidan finns en vidbyggd sakristia. Ytterväggarna är klädda med vitmålad liggande träpanel och genombryts av spetsbågiga fönster. Kyrkan täcks av ett plåttäckt sadeltak.
Kyrkorummets innertak har ett mittskepp med treklövervalv samt lägre sidoskepp som skiljs åt med smala pelare. Koret är dekorerat med väggmålningar av Alvar Granström.